# Sungai Liwagu
Der Liwagu (mal. Sungai Liwagu) oder Liwagu River ist ein Nebenfluss des Labuk im malaysischen Bundesstaat Sabah auf Borneo. Er entspringt an den Südhängen des Mount Kinabalu und mündet bei Kampung Balisok (Distrikt Ranau) in den Labuk. Das Einzugsgebiet des Liwagu und seiner Nebenflüsse umfasst eine Fläche von 2000 km².

## Flora und Fauna
Der Liwagu River Trail innerhalb des Kinabalu Nationalparks wird als herausragendes Gebiet für Vogelbeobachtungen angesehen. Zu den hier lebenden Vogelarten zählen unter anderem: Fruchtpickerdrossel (Chlamydochaera jefferyi), Chlorocharis emiliae emiliae, Eumyias indigo cerviniventris, Harpactes whiteheadi, Megalaima pulcherrima, Napothera crassa Luzon und Zosterops atricapilla.